# Liste de cathédrales

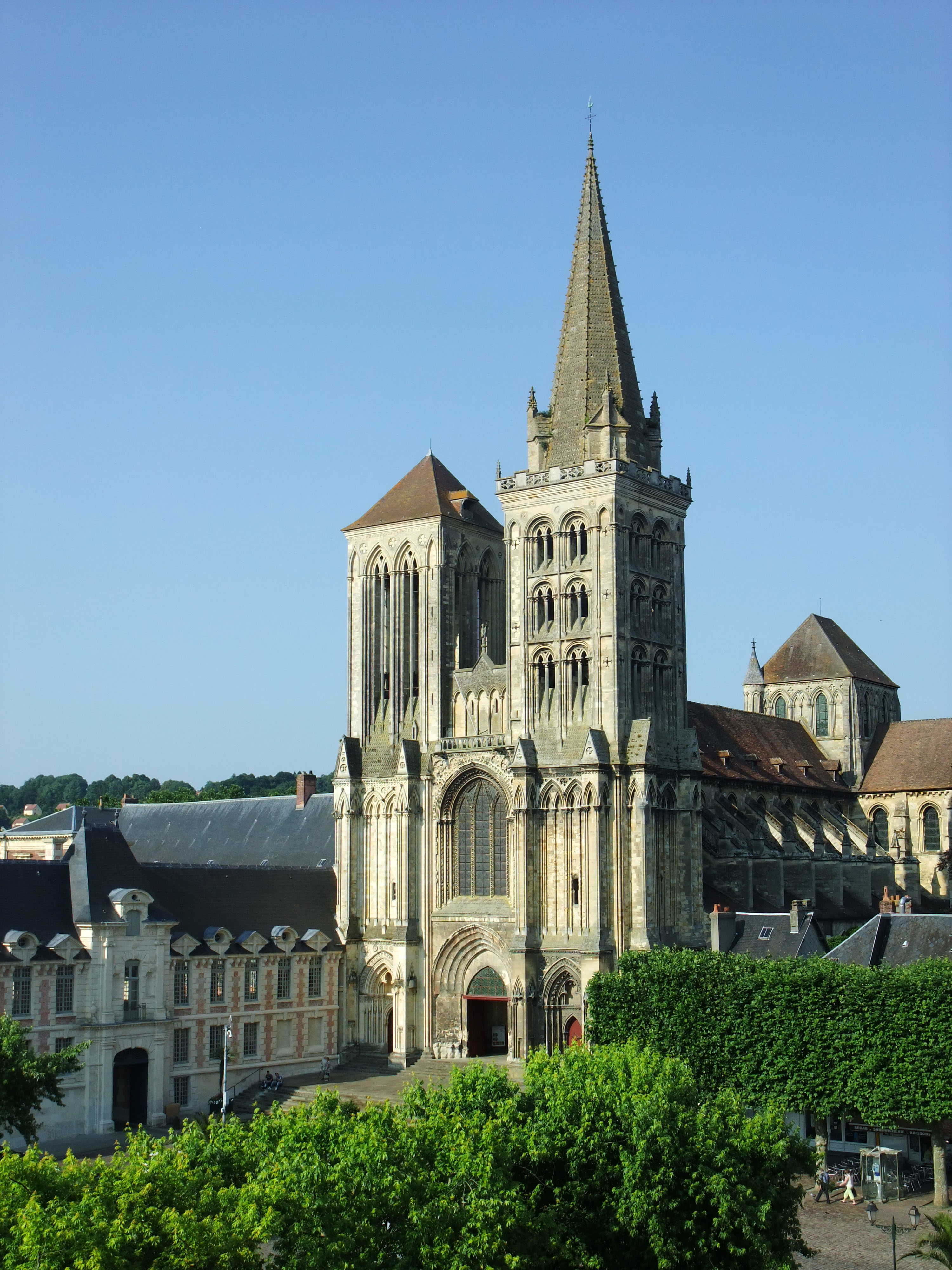
Un exemple de cathédrale : Saint-Pierre de Lisieux.

Cet article recense les cathédrales.

## Généralités
Une cathédrale est une église chrétienne épiscopale, c'est-à-dire où se trouve le siège de l'évêque ayant la charge d'un diocèse (dans le cadre des dénominations possédant un clergé : catholicisme, anglicanisme et orthodoxie). Il existe toutefois des cathédrales sans évêque, car le terme est conservé si le siège épiscopal est transféré ailleurs ou supprimé ; certaines églises de dénominations non-épiscopales sont également désignées ainsi, ayant généralement obtenu ce rang auparavant. Une pro-cathédrale est une cathédrale provisoire assumant provisoirement la fonction ; une co-cathédrale est un édifice religieux élevé au rang de cathédrale alors qu'il en existe une autre dans le diocèse. En 2019, l'Église catholique compte 3 391 cathédrales ou co-cathédrales, principalement dans des pays comptant une forte population catholique : Italie (368), Brésil (287), États-Unis (215), Inde (183), France (110), Mexique (100), Espagne (88), Philippines (88), Colombie (86), Canada (79) et Argentine (72).
Dans le langage courant, le terme est parfois plus inclusif et peut désigner d'autres édifices que des églises épiscopales. Certaines cathédrales ont également une fonction de basilique, les deux termes ne s'excluant pas. Une cathédrale-basilique peut être désignée par le terme de cathédrale ou de basilique selon l'usage local.

## Liste
Les pays suivis d'une astérisque ne compte qu'une seule cathédrale sur leur territoire ; le lien renvoie alors vers l'article concernant cet édifice.

### Afrique
- Afrique du Sud
- Algérie
- Angola
- Bénin
- Botswana
- Burkina Faso
- Burundi
- Cameroun
- Cap-Vert
- Côte d'Ivoire
- Djibouti*
- Égypte
- Érythrée
- Eswatini
- Éthiopie
- France :
  - La Réunion*
- Gabon
- Gambie
- Ghana
- Guinée
- Guinée équatoriale
- Guinée-Bissau
- Kenya
- Lesotho (it)
- Liberia (en)
- Libye (it)
- Madagascar
- Malawi (en)
- Mali
- Maroc
- Maurice
- Mauritanie (it)*
- Mozambique (en)
- Namibie (it)
- Niger
- Nigeria
- Ouganda (it)
- République centrafricaine
- République démocratique du Congo
- République du Congo
- Royaume-Uni :
  - Sainte-Hélène*
- Rwanda (en)
- Sahara occidental* (administré par le Maroc)
- Sao Tomé-et-Principe*
- Sénégal
- Seychelles
- Sierra Leone (it)
- Somalie*
- Soudan
- Soudan du Sud
- Tanzanie
- Tchad
- Togo (it)
- Tunisie
- Zambie (en)
- Zimbabwe

Les Comores ne comptent aucune cathédrale.

### Amérique
- Antigua-et-Barbuda
- Argentine
- Bahamas
- Barbade
- Belize
- Bolivie
- Brésil
- Canada
- Chili
- Colombie
- Costa Rica
- Cuba
- Dominique (en)*
- Équateur (en)
- États-Unis :
  - États-Unis
  - Alaska
  - Porto Rico
  - Îles Vierges des États-Unis
- France :
  - Guadeloupe (it)
  - Guyane*
  - Martinique (it)
  - Saint-Pierre-et-Miquelon*
- Grenade*
- Guatemala
- Guyana (it)
- Haïti
- Honduras
- Jamaïque (en)
- Mexique
- Nicaragua (en)
- Panama (en)
- Paraguay (en)
- Pays-Bas :
  - Curaçao
- Pérou
- République dominicaine (en)
- Royaume-Uni :
  - Bermudes (en)
  - Îles Malouines*
- Saint-Christophe-et-Niévès*
- Saint-Vincent-et-les-Grenadines
- Sainte-Lucie
- Salvador
- Suriname (en)*
- Trinité-et-Tobago
- Uruguay
- Venezuela (en)

### Asie
- Arménie (en)
- Azerbaïdjan
- Bahreïn (it)
- Bangladesh (en)
- Birmanie (en)
- Cambodge
- Chine
- Chypre (it)
- Corée du Nord (it)
- Corée du Sud
- Égypte
- Émirats arabes unis (en)*
- Géorgie
- Inde
- Indonésie
- Irak (en)
- Iran
- Israël
- Japon
- Jordanie*
- Kazakhstan
- Kirghizistan (ru)*
- Koweït (en)*
- Laos (it)
- Liban
- Malaisie (en)
- Mongolie*
- Népal*
- Ouzbékistan (it)
- Pakistan (en)
- Palestine (en)
- Philippines
- Russie
- Singapour (en)
- Sri Lanka
- Syrie
- Tadjikistan*
- Taïwan (en)
- Thaïlande (en)
- Timor oriental (en)
- Turquie
- Viêt Nam

L'Afghanistan, l'Arabie saoudite, le Bhoutan, le Brunei, le Cambodge, les Maldives, Oman, le Qatar, le Turkménistan et le Yémen ne comptent aucune cathédrale. Les cathédrales du Cambodge ont été détruites sous les Khmers rouges et n'ont pas été reconstruites.

### Europe
- Albanie
- Allemagne
- Arménie (en)
- Autriche
- Azerbaïdjan
- Belgique
- Biélorussie
- Bosnie-Herzégovine (en)
- Bulgarie
- Chypre (it)
- Croatie
- Danemark
- Espagne
- Estonie
- Finlande
- France
- Géorgie
- Grèce (it)
- Hongrie
- Irlande
- Islande
- Italie
- Kazakhstan
- Kosovo
- Lettonie
- Liechtenstein*
- Lituanie
- Luxembourg*
- Macédoine du Nord (it)
- Malte
- Moldavie
- Monaco*
- Monténégro
- Norvège
- Pays-Bas
- Pologne
- Portugal
- Roumanie
- Royaume-Uni :
  - Grande-Bretagne
  - Irlande du Nord
  - Gibraltar
- Russie
- Saint-Marin*
- Serbie
- Slovaquie
- Slovénie
- Suède
- Suisse
- Tchéquie
- Turquie
- Ukraine

Andorre et le Vatican ne comptent aucune cathédrale.

### Océanie
- Australie
- États-Unis :
  - Guam*
  - Hawaii
  - Îles Mariannes du Nord*
  - Samoa américaines (it)
- Fidji (it)
- France :
  - Nouvelle-Calédonie*
  - Polynésie française (it)
  - Wallis-et-Futuna*
- Kiribati*
- Îles Marshall*
- Micronésie*
- Nouvelle-Zélande :
  - Nouvelle-Zélande
  - Îles Cook*
  - Tokelau*
- Papouasie-Nouvelle-Guinée
- Salomon
- Samoa*
- Tonga*
- Vanuatu*

Les îles Pitcairn, Nauru, Niue, les Palaos et Tuvalu ne comptent aucune cathédrale.